# 披针叶小牵牛
披针叶小牵牛（学名：Jacquemontia paniculata var. lanceolata）为旋花科小牵牛属小牵牛的变种。分布在中国大陆的海南等地，目前尚未由人工引种栽培。